# The Big Mash Up
The Big Mash Up – piętnasta studyjna płyta zespołu Scooter wydana 14 października 2011.
Album zawiera 16 utworów (w tym jeden bonusowy – Friends Turbo). Promują go single „Friends Turbo”, „The Only One”, „David Doesn't Eat”, „C'est Bleu”, nagrany z udziałem piosenkarki Vicky Leandros, oraz „It'z a Biz” (Ain’t Nobody).

## Lista utworów

### CD1
| Nr  | Tytuł                               | Czas |
| --- | ----------------------------------- | ---- |
| 1.  | "C.I.F.L."                          | 0:49 |
| 2.  | "David Doesn't Eat"                 | 3:38 |
| 3.  | "Dreams"                            | 3:12 |
| 4.  | "Beyond the Invisible"              | 3:35 |
| 5.  | "Sugary Dip"                        | 3:26 |
| 6.  | "It'z a Biz" (Ain’t Nobody)         | 4:46 |
| 7.  | "C'est Bleu" (feat. Vicky Leandros) | 4:11 |
| 8.  | "8:15 to Nowhere"                   | 4:50 |
| 9.  | "Close Your Eyes"                   | 3:26 |
| 10. | "The Only One"                      | 3:33 |
| 11. | "Sex and Drugs and Rock ‘n’ Roll"   | 3:35 |
| 12. | "Copyright"                         | 3:30 |
| 13. | "Bang Bang Club"                    | 4:02 |
| 14. | "Summer Dream"                      | 3:21 |
| 15. | "Mashuaia"                          | 6:05 |
| 16. | "Friends Turbo" (Bonus Track)       | 3:19 |

### CD2
| Nr | Tytuł                                                | Czas    |
| -- | ---------------------------------------------------- | ------- |
| 1. | "Suck My Megamix – The Longest Scooter in the World" | 1:19:57 |

| Nr | Tytuł                                                                    | Czas    |
| -- | ------------------------------------------------------------------------ | ------- |
| 1. | "Suck My Megamix – The Longest Scooter in the World" (Extended Version)" | 1:53:18 |

## Limitowana edycja
W limitowanej wersji albumu znajduje się DVD zawierające koncert Stadium Techno Inferno – Live in Hamburg 2011.